# Нанитон
Нанитон (енгл. Nuneaton) је град у Уједињеном Краљевству у Енглеској. Према процени из 2007. у граду је живело 74.829 становника.

## Становништво
Према процени, у граду је 2008. живело 74.829 становника.
| 1981.  | 1991.  | 2001.  |
| ------ | ------ | ------ |
| 60,337 | 66,715 | 70,721 |